# Ödön Márffy

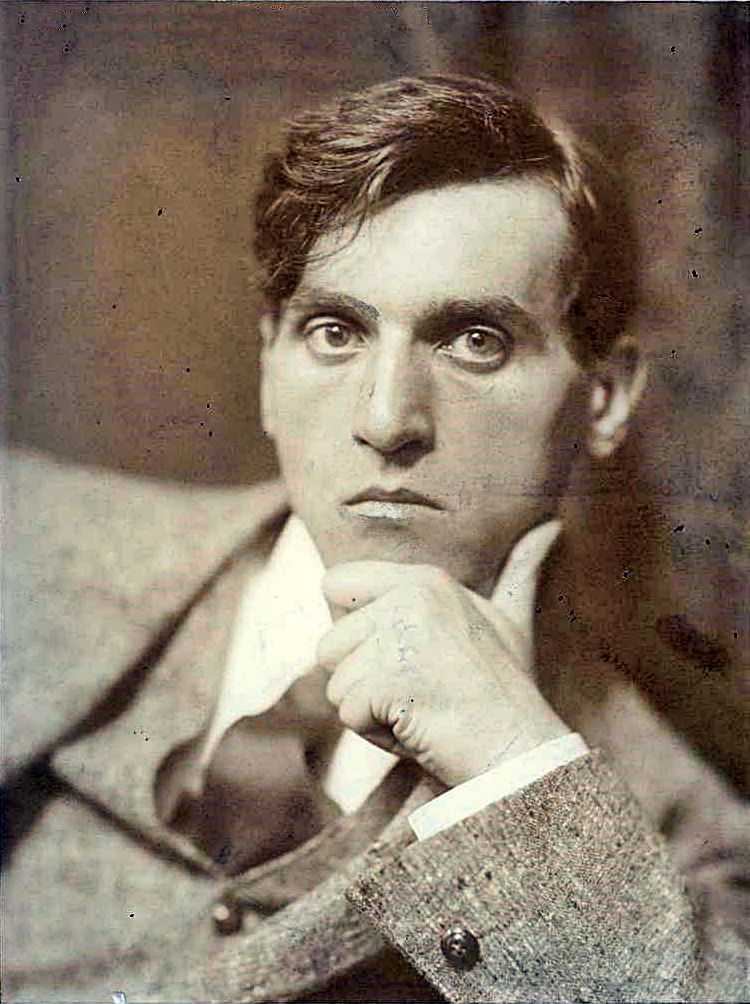
Ödön Márffy

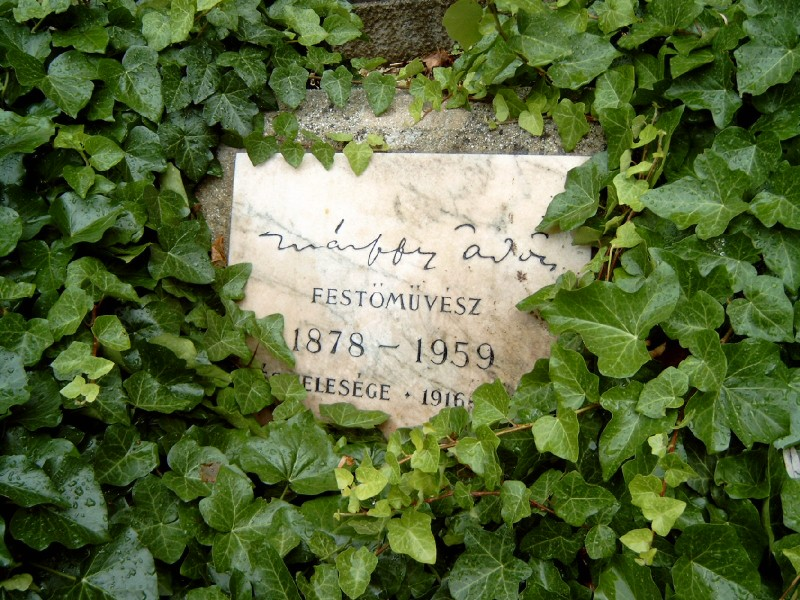
Márffys Grab in Budapest

Ödön Márffy (* 30. November 1878 in Budapest, Österreich-Ungarn; † 3. Dezember 1959 ebenda) war ein ungarischer Maler und Grafiker. Er war Mitglied der Künstlergruppen MIÉNK, der Acht und der Neuen Gesellschaft Bildender Künstler (KUT). Sein Malstil ist mit dem Fauves, später der École de Paris verwandt.

## Leben und Tätigkeit
Nach kurzer Ausbildung in Ungarn fuhr Márffy im Jahr 1902 mit einem Stipendium des Hauptstädtischen Rates nach Paris, um zu studieren. Zuerst war er Schüler von Jean Paul Laurens an der Académie Julian, aber noch während des Jahres immatrikulierte er sich an der École des Beaux-Arts in die Klasse von Fernand Cormon, wo er vier Jahre verbrachte. Hier kam er mit Malschülern in Kontakt, die sich für die modernen Trends begeisterten. Durch sie lernte er die Malerei von Paul Cézanne, Vincent van Gogh und Pierre Bonnard sowie Henri Matisse und die Fauves. In Paris schloss er Freundschaft mit einigen Mitgliedern der späteren Gruppe „Die Acht“: Béla Czóbel, Róbert Berény und Bertalan Pór; hier lernte er den Dichter Endre Ady und auch den Komponisten Béla Bartók kennen.
Im letzten Jahr seines Aufenthaltes in Frankreich stellte er zum ersten Mal im Jahr 1906 im Salon d’Automne aus; aus diesem Anlass wurde er noch in dem Jahr zum Mitglied der Union International des Beaux-Arts et des Lettres gewählt.

### Fauve-Epoche
Im Herbst 1906 kam er nach Budapest zurück und stellte gemeinsam mit Lajos Gulácsy aus. Dank dieser Ausstellung gewann er den „Franz Joseph Krönungsjubiläum-Preis“. Mit dem Preisgeld unternahm er Studienreisen nach Italien und Dalmatien.
Den Sommer 1908 verbrachte Márffy im Garten von Károly Kernstok in Neudorf an der Donau, wo sie ihren Fauvestil entwickelten. Er war Gründungsmitglied der ersten Künstlerorganisation, der MIÉNK (Magyar Impressionisták és Naturalisták Köre – Kreis Ungarischer Impressionisten und Naturalisten), später nahm er an der Gründung der Gruppe Acht teil.

### Die Acht
Die ungarischen (hauptsächlich Budapester) Wilden entstanden Ende 1909 aus der Gruppe „MIÉNK“ heraus. Die Hauptfigur der ersten ungarischen Avantgarde-Gruppe namens „Die Acht“ war Kernstok. An ihrer ersten Ausstellung „Neue Bilder“ verursachte Márffys Gemälde „Badende Frauen“ unter den konservativen Kritikern Empörung. Die Malweise von Márffy veränderte sich in den nächsten Jahren stets. Von dem übertrieben fauvistischen Stil verabschiedete sich Márffy zugunsten einer strengen kompositionellen Ordnung. Als Mitglied der Acht nahm er an den Ausstellungen der Berliner Secession im Jahr 1910 teil, des „Kölner Sonderbundes“ 1912 und des „Wiener Künstlerhauses“, das Werke von ungarischen Malern vorstellte, teil. Während des Ersten Weltkrieges diente er als Kriegsmaler und nahm an den Ausstellungen des Kriegspressequartiers in Budapest, Wien und Berlin teil.

### Csinszka-Epoche
1906 freundete sich Márffy mit dem Poeten Endre Ady in Paris an. 1920 heiratete er dessen Witwe, Berta Boncza (1894–1934), die von Ady in seinen Gedichten Csinszka genannt worden war. Es folgte eine produktive Periode mit vielen Darstellungen von ihr. Er stellte in Ungarn und auch im Ausland regelmäßig aus. Er war 1924 Gründungsmitglied und ab 1927 zehn Jahre lang Präsident der KUT (Neue Gesellschaft Bildender Künstler). 1928 flog er in die Vereinigten Staaten und stellte in Washington und New York aus. 1933 hatte er eine individuelle Sammelausstellung in der Münchener Galerie Heinemann. Zahlreiche Werke sind von ihm in amerikanischen und europäischen Privatsammlungen zu finden.

### Spätwerk
Nach dem Zweiten Weltkrieg stimmte er in die Arbeit der Europäischen Schule ein. Im Jahr 1948 heiratete er die vierzig Jahre jüngere Franciska Hacker. In den 1950er Jahren konnte er sich nicht an den Sozialistischen Realismus anpassen, er wurde zurückgesetzt. Nach 1956 wurde er rehabilitiert; ein Jahr vor seinem Tod, im Jahr 1958, würdigte das Ernst-Museum in Budapest den 80-jährigen Maler mit einer Retrospektive.

## Stil
Seine frühen Werke waren postimpressionistisch, später wandte er sich dem Fauvismus zu. Ab 1906 wurde er einer der markantesten Vertreter der ungarischen Wilden. Während der Zeiten der Gruppe Die Acht zeigten seine Bilder eine strengere kompositionelle Ordnung. 1914 lernte er Oskar Kokoschka kennen. Nach dieser Begegnung näherte sich sein Stil dem Expressionismus an. Nach der Heirat mit Csinszka wurde sein Ausdruck milder. Die Farbgebung hellte sich nach der expressiven Phase wieder auf und wurde sanfter, sein Stil dekorativer und dem Wesen der École de Paris verwandt. Sein beliebtestes malerisches Thema war in diesem Jahrzehnt seine Frau und die familiäre Umgebung, weshalb diese Zeit als „Csinszka-Periode“ bekannt wurde. Ansonsten malte er vor allem Landschaften und Porträts.

## Ausstellungen
- 1910: Ausstellung Ungarischer Maler, Berlin
- 1912:  Internationale Kunstausstellung des Sonderbundes Westdeutscher Kunstfreunde und Künstler, Städtische Ausstellungshalle, Köln
- 1914: XXXIX. Jahresausstellung, Künstlerhaus Wien
- 2003: Márffy und seine Musen, Museum Ernst, Budapest
- 2010: Die andere Csinszka. Die Muse von Ödön Márffy, Modem, Debrecen
- 2010: Farbe, Licht, Glanz. Erinnerungsausstellung von Ödön Márffy, Kogart Haus, Budapest
- 2010/11: Márffy und Csinszka. Die Malerei von Ödön Márffy zwischen den Weltkriegen, Vaszary Haus, Balatonfüred